# 久米絵美里
久米 絵美里（くめ えみり、1987年 - ）は、日本の児童文学の小説家。

## 略歴
東京都出身。雙葉中学校・高等学校を経て、慶應義塾大学法学部政治学科を卒業。
2014年に『言葉屋』で、第5回朝日学生新聞社児童文学賞を受賞し、デビュー。同作はその年、『言葉屋 言箱と言珠のひみつ』として、朝日小学生新聞で連載されたのち、単行本化。以後、シリーズ化して続刊が刊行されている。
2022年、『嘘吹きネットワーク』で第38回うつのみやこども賞を受賞。

## 作品リスト

### 言葉屋シリーズ
もとやままさこ 絵、朝日学生新聞社
- 『言葉屋 言箱と言珠のひみつ』、2014年
- 『言葉屋2 ことのは薬箱のつくりかた』、2015年
- 『言葉屋3 名前泥棒と論理魔法』、2016年
- 『言葉屋4 おそろい心とすれちがいDNA』、2017年
- 『言葉屋5 いろは暗号歌』、2018年
- 『言葉屋6 裏方たちとおもてなし』、2019年
- 『言葉屋7（光）の追跡者たち』、2019年
- 『言葉屋8 だんだん階段でまちあわせ』、2020年
- 『言葉屋9 鉱石王の館』、2021年
- 『言葉屋10 さようであるならば』、2024年

### 嘘吹きシリーズ
獄まいこ 絵、PHP研究所
- 『嘘吹きネットワーク』、2020年
- 『嘘吹きパスワード』、2023年
- 『嘘吹きアンドロイド』、2024年

### 単発作品
- 『君型迷宮図』、元本モトコ 絵、朝日学生新聞社、2018年
- 『忘れもの遊園地』、かわいみな 絵、アリス館、2022年
- 『天国にたまねぎはない』、まるみち 絵、幻冬舎、2024年
- 『３倍速ドッペルゲンガー』、森川泉　絵、アリス館、2024年

## 新聞連載
- 「言葉屋」、朝日小学生新聞、2014年7月〜9月
- 「言葉屋　ことのは薬箱の作り方」、朝日小学生新聞、2015年10月〜12月
- 「君型迷宮図」、朝日小学生新聞、2018年7月〜9月
- 「３倍速ドッペルゲンガー」、朝日中高生新聞、2024年4月〜9月

## 選考委員
- 「お気に入りの一冊をあなたへ読書推せん文コンクール」選考委員（第2回〜）